# Xi1 Centauri
Pour les articles homonymes, voir Xi Centauri.
Désignations
Xi1 Centauri (ξ1 Cen) est une étoile de la constellation australe du Centaure. Elle est visible à l'œil nu avec une magnitude apparente de 4,83. C'est une étoile blanche de la séquence principale située à environ 220 années-lumière de la Terre. Elle est localisée à seulement 17 minutes d'arc à l'ouest de la galaxie spirale NGC 4945.

## Environnement stellaire
Xi1 Centauri présente une parallaxe annuelle de 14,83 ± 0,11 mas telle que mesurée par le satellite Gaia, ce qui permet d'en déduire qu'elle est distante de 67,44 ± 0,49 pc (∼220 al) de la Terre. À cette distance, sa magnitude visuelle est de diminuée de 0,10 en raison du facteur d'extinction créé par la poussière interstellaire présente sur la trajet de sa lumière. L'étoile se rapproche du Système solaire à une vitesse radiale de −14 km/s. Elle ne possède pas de compagnon connu avec qui elle serait physiquement associée.

## Propriétés
Xi1 Centauri est une étoile blanche de la séquence principale de type spectral A0 V. Elle est âgée d'environ 125 millions d'années et elle tourne relativement rapidement sur elle-même, à une  vitesse de rotation projetée de 158 km/s. L'étoile est estimée être 2,4 fois plus massive que le Soleil et son rayon est 2,7 fois plus grand que le rayon solaire. Elle est 43 fois plus lumineuse que le Soleil et sa température de surface est de 10 462 K.